# RuPaul's Drag Race UK (quinta edizione)
La quinta edizione di RuPaul's Drag Race UK è andata in onda sulla rete televisiva BBC Three e sulla piattaforma streaming BBC iPlayer dal 28 settembre al 30 novembre 2023.
La stagione è stata confermata nel settembre 2022, durante la trasmissione dell'edizione precedente, ed è stata successivamente registrata a febbraio 2023 nella città di Manchester.
L'11 settembre 2023 vengono annunciate le dieci concorrenti, provenienti da tutto il Regno Unito, con hanno l'obiettivo di essere incoronate come la prossima UK's Next Drag Superstar.
Ginger Johnson, vincitrice dell'edizione, ricevette come premio una corona e uno scettro di Fierce Drag Jewels ed una propria web-serie sulla piattaforma streaming WOW Presents.

## Concorrenti
Le dieci concorrenti che hanno preso parte al reality show sono state:
| Concorrente       | Vero nome                | Età | Città                     | Posizionamento |
| ----------------- | ------------------------ | --- | ------------------------- | -------------- |
| Ginger Johnson    | Donald Marshall          | 34  | Durham – Inghilterra      | Vincitrice     |
| Michael Marouli   | Michael Marouli          | 39  | Newcastle – Inghilterra   | 2º posto       |
| Tomara Thomas     | Thomas Adams             | 25  | Hartlepool – Inghilterra  | 3º posto       |
| DeDeLicious       | Charlie Veysey-Smith     | 20  | Kent – Inghilterra        | 4º posto       |
| Kate Butch        | Marcus Crabb             | 26  | Derbyshire – Inghilterra  | 5º posto       |
| Cara Melle        | Sterling Theodora Butler | 26  | Londra – Inghilterra      | 6º posto       |
| Vicki Vivacious   | Aaron Johns              | 36  | Cornovaglia – Inghilterra | 7º posto       |
| Banksie           | Jonathan Banks           | 23  | Manchester – Inghilterra  | 8º posto       |
| Miss Naomi Carter | Giran Bittaye            | 23  | Doncaster – Inghilterra   | 9º posto       |
| Alexis Saint-Pete | Piotr Lorek              | 28  | Londra – Inghilterra      | 10º posto      |

## Tabella eliminazioni
| Ordine | Episodi | Episodi | Episodi | Episodi | Episodi | Episodi | Episodi | Episodi | Episodi | Episodi         | Episodi |
| Ordine | 1       | 2       | 3       | 4       | 5       | 6       | 7       | 8       | 9       | 10              |         |
| ------ | ------- | ------- | ------- | ------- | ------- | ------- | ------- | ------- | ------- | --------------- | ------- |
| 1      | Vicki   | Banksie | Cara    | Ginger  | Ginger  | Ginger  | Kate    | Michael | Michael | Ginger Johnson  |         |
| 2      | Cara    | DeDe    | Tomara  | Michael | Kate    | Kate    | Ginger  | Ginger  | Ginger  | Michael Marouli |         |
| 3      | Alexis  | Tomara  | DeDe    | Tomara  | Michael | Tomara  | DeDe    | Tomara  | Tomara  | Tomara Thomas   |         |
| 4      | Ginger  | Kate    | Michael | DeDe    | Vicki   | Michael | Tomara  | DeDe    | DeDe    |                 |         |
| 5      | Michael | Ginger  | Vicki   | Kate    | Cara    | Cara    | Michael | Kate    |         |                 |         |
| 6      | DeDe    | Michael | Banksie | Banksie | Tomara  | DeDe    | Cara    |         |         |                 |         |
| 7      | Banksie | Vicki   | Naomi   | Vicki   | DeDe    | Vicki   |         |         |         |                 |         |
| 8      | Kate    | Cara    | Ginger  | Cara    | Banksie |         |         |         |         |                 |         |
| 9      | Naomi   | Naomi   | Kate    | Naomi   |         |         |         |         |         |                 |         |
| 10     | Tomara  | Alexis  |         |         |         |         |         |         |         |                 |         |

Legenda:
     La concorrente ha vinto la gara
     La concorrente è arrivata in finale ma non ha vinto la gara
     La concorrente è arrivata in finale, ma è stata eliminata
     La concorrente ha vinto la puntata
     La concorrente figura tra le prime, si è esibita in playback ma ha perso
     La concorrente figura tra le prime ma non ha vinto la puntata
     La concorrente è salva e accede alla puntata successiva (l'ordine di chiamata è casuale)
     La concorrente figura tra le ultime ma non ed è a rischio eliminazione
     La concorrente figura tra le ultime due ed è a rischio eliminazione
     La concorrente è stata eliminata

## Giudici
- RuPaul
- Michelle Visage
- Alan Carr
- Graham Norton

### Giudici ospiti
- Aisling Bea
- Alexandra Burke
- Cush Jumbo
- Daphne Guinness
- Joel Dommett
- Kristen McMenamy
- Sophie Ellis-Bextor
- Suranne Jones
- Yasmin Finney

## Special Guest
- Blu Hydrangea
- Jimbo
- Lady Camden
- Nicky Doll
- Pangina Heals
- Silky Nutmeg Ganache
- Sminty Drop
- Edward Enninful
- Ian Masterson
- Raven
- Dane Chalfin
- Karen Hauer
- Carol Vorderman
- Claudimar Neto
- Sinitta
- Danny Beard

## Riassunto episodi

### Episodio 1 –Tickety-Boo
Il primo episodio della quarta edizione britannica si apre con le concorrenti che entrano nell'atelier. La prima ad entrare è Tomara Thomas, l'ultima è Alexis Saint-Pete. RuPaul fa il suo ingresso annunciando l'inizio di una nuova edizione, dando il benvenuto alle concorrenti e presentando la Brit Crew, versione anglosassone della classica Pit Crew.
- La sfida principale: RuPaul annuncia che le concorrenti, devono presentare tre outfit da sfoggiare sulla passerella. Il primo outfit sarà il medesimo con cui sono entrate nell'atelier, per il secondo devono indossare un look perfetto per una serata in discoteca con cui dovranno esibirsi davanti ad una giuria composta da ex-concorrenti del franchise,  mentre per il terzo devono indossare un look che rappresenta loro stesse.

Giudice ospite della puntata è Kristen McMenamy. RuPaul dichiara DeDe, Banksie, Kate, Naomi e Tomara salve, e lascia le altre concorrenti sul palco per le critiche. Visto l'ottimo lavoro di tutte le concorrenti, RuPaul annuncia che non ci sarà nessuna eliminazione e che le due concorrenti con il punteggio più alto si sfideranno in un playback della vittoria per decretare la migliore della puntata. Cara Melle e Vicki Vivacious vengono nominate le migliori della sfida.
- Il playback della vittoria: Cara Melle e Vicki Vivacious vengono chiamate ad esibirsi con la canzone Ooh Aah... Just a Little Bit di Gina G. Vicki Vivacious viene dichiarata vincitrice del playback e, inoltre, viene proclamata anche la migliore della puntata.

### Episodio 2 –Purr-fect Looks
Il secondo episodio si apre con le concorrenti che rientrano nell'atelier dopo il playback della vittoria, con Vicki al settimo cielo per aver vinto la prima sfida della stagione. Successivamente alcune concorrenti affermano che sono determinate a dare il loro meglio nella prossima sfida.
- La mini sfida: le concorrenti prendono parte ad una versione rivisitata del gioco delle sedie musicali, con l'obiettivo votarsi a vicenda in determinate categorie. La vincitrice della mini sfida è Tomara Thomas.
- La sfida principale:  le concorrenti devono realizzare un outfit d'alta moda utilizzando esclusivamente oggetti e materiali che si possono trovare in un negozio per animali. Avendo vinto la mini sfida, Tomara ha la possibilità di scegliere i materiali per prima insieme ad un'altra concorrente a sua scelta, scegliendo DeDeLicious. Quando RuPaul ritorna nell'atelier, insieme a lui c'è Edward Enninful, capo redattore di British Vogue, per dare consigli su come eccellere in una sfida di moda.

Giudice ospite della puntata è Yasmin Finney.Il tema della sfilata è Pet Shop Girls Couture Look, dove le concorrenti devono presentare l'outfit appena creato. RuPaul dichiara Kate, Ginger, Michael e Vicki salve, e lascia le altre concorrenti sul palco per le critiche. Alexis Saint-Pete e Miss Naomi Carter sono le peggiori, mentre Banksie è la migliore della puntata.
- L'eliminazione: Alexis Saint-Pete e Miss Naomi Carter vengono chiamate ad esibirsi con la canzone Hot in It di Tiësto e Charli XCX. Miss Naomi Carter si salva, mentre Alexis Saint-Pete viene eliminata dalla competizione.

### Episodio 3 –Club Bangers
Il terzo episodio si apre con le concorrenti che rientrano nell'atelier dopo l'eliminazione di Alexis, con Naomi grata per aver ricevuto una seconda possibilità per mostrare ai giudici tutte le sue qualità. Intanto le concorrenti si complimentano con Banksie per la vittoria e discutono sulla discussione tra Cara e Tomara avvenuta durante la sfida precedente.
- La sfida principale: le concorrenti, divise in due gruppi, devono scrivere, produrre e coreografare un numero da girl group. Il primo gruppo è composto da Cara, DeDe, Michael, Tomara e Vicki, mentre il secondo è composto da Banksie, Ginger, Kate e Naomi. Una volta scritto il pezzo, le concorrenti raggiungono Michelle Visage e Ian Masterson che danno loro consigli e aiuto per la registrazione del pezzo. Successivamente ogni gruppo raggiunge il palco principale per organizzare la coreografia, il gruppo di Banksie ha avuto problemi sull'organizzazione della coreografia, mentre il gruppo di Cara è molto preparato per l'esibizione. Durante le prove si viene a scoprire che Naomi ha subito un infortunio al ginocchio.

| Concorrenti       | Nome girl group   | Brano della performance                      | Icona Pop       |
| ----------------- | ----------------- | -------------------------------------------- | --------------- |
| Cara Melle        | Fierce Force Five | "Don't Ick My Yum" (Fierce Force Five Remix) | Beyoncé         |
| DeDeLicious       | Fierce Force Five | "Don't Ick My Yum" (Fierce Force Five Remix) | Nicki Minaj     |
| Michael Marouli   | Fierce Force Five | "Don't Ick My Yum" (Fierce Force Five Remix) | Spice Girls     |
| Tomara Thomas     | Fierce Force Five | "Don't Ick My Yum" (Fierce Force Five Remix) | Elvis Presley   |
| Vicki Vivacious   | Fierce Force Five | "Don't Ick My Yum" (Fierce Force Five Remix) | Freddie Mercury |
| Banksie           | The M-52's        | "Don't Ick My Yum" (The M-52's Remix)        | David Bowie     |
| Ginger Johnson    | The M-52's        | "Don't Ick My Yum" (The M-52's Remix)        | Elton John      |
| Kate Butch        | The M-52's        | "Don't Ick My Yum" (The M-52's Remix)        | Shania Twain    |
| Miss Naomi Carter | The M-52's        | "Don't Ick My Yum" (The M-52's Remix)        | Beyoncé         |

Giudice ospite della puntata è Sophie Ellis-Bextor. Il tema della sfilata è Night of a Thousand Pop Icons, dove le concorrenti devono sfoggiare un abito ispirato ad una icona pop. RuPaul dichiara il team composto da Banksie, Naomi, Ginger e Kate salvo, e lascia le altre concorrenti sul palco per le critiche. Visto l'ottimo lavoro di tutte le concorrenti, RuPaul annuncia che non ci sarà nessuna eliminazione e che le due concorrenti con il punteggio più alto si sfideranno in un playback della vittoria per decretare la migliore della puntata. Cara Melle e Tomara Thomas vengono nominate le migliori della sfida.
- Il playback della vittoria: Cara Melle e Tomara Thomas vengono chiamate ad esibirsi con la canzone Remember di Becky Hill e David Guetta. Cara Melle viene dichiarata vincitrice del playback e, inoltre, viene proclamata anche la migliore della puntata.

### Episodio 4 –DisasterClass
Il quarto episodio si apre con le concorrenti che rientrano nell'atelier dopo il playback della vittoria, con Cara al settimo cielo per aver vinto la sua prima sfida. Intanto alcune concorrenti indicano Kate come l'anello debole, dal momento che non ha ancora ricevuto nessun giudizio da parte dei giudici.
- La mini sfida: le concorrenti prendono parte ad un servizio fotografico dove dovranno posare con un look da maschiaccio per sponsorizzare un frullato proteico, oltre ad ideare uno slogan. La vincitrice della mini sfida è Tomara Thomas.
- La sfida principale: le concorrenti, divise in tre gruppi, prendono parte al RuPaul's Distaser Class, dove dovranno improvvisare ed organizzare una master class davanti ai giudici. Avendo vinto la mini sfida, Tomara ha la possibilità di formare le squadre. Il primo team è composto da Tomara, Michael e Ginger che avranno come tema "Festa", il secondo è formato Naomi, DeDe e Kate che avranno come tema "Sicurezza" ed, infine, l'ultimo gruppo comprende Banksie, Vicki e Cara che avranno come tema "Amore". RuPaul ritorna nell'atelier per vedere come procedono i preparativi della sfida ed offre consigli su come eccellere in una sfida d'improvvisazione.

Giudice ospite della puntata è Suranne Jones. Il tema della sfilata è Slaycation, dove le concorrenti devono sfoggiare un abito perfetto per le vacanze estive o invernali. RuPaul dichiara il team composto da Tomara Thomas, Michael Marouli e Ginger Johnson migliore della puntata, mentre le altre concorrenti sono a rischio eliminazione. Miss Naomi Carter e Cara Melle sono le peggiori della puntata.
- L'eliminazione: Miss Naomi Carter e Cara Melle vengono chiamate ad esibirsi con la canzone The Only Way Is Up di Yazz. Cara Melle si salva, mentre Miss Naomi Carter viene eliminata dalla competizione.

### Episodio 5 –Panto Dames
Il quinto episodio si apre con le concorrenti che rientrano nell'atelier dopo l'eliminazione di Naomi, con Banksie, Cara e Vicki che si scusano a vicenda per le discussioni avvenute durante il precedente Untucked.
- La mini sfida: le concorrenti devono "leggersi" a vicenda, ovvero dire qualcosa di cattivo ma facendolo in modo scherzoso. La vincitrice della mini sfida è Kate Butch.
- La sfida principale: le concorrenti devono esibirsi nel nuovo musical Pant-Oh: She Better Don't - The Rusical, musical dedicato all'arte della pantomima, dove dovranno cantare dal vivo. Avendo vinto la mini sfida, Kate ha possibilità di scegliere il suo ruolo da interpretare. Durante l'assegnazione dei ruoli, si vengono a creare delle tensioni fra alcune delle concorrenti che vogliono interpretare lo stesso personaggio.  Una volta assegnati i ruoli, le concorrenti raggiungono il palcoscenico principale, dove Michelle Visage e Dane Chaflin danno loro consigli e aiuto per esibirsi dal vivo. DeDe, Vicki e Michael hanno avuto dei problemi d'intonazione, mentre Kate, Banksie e Ginger hanno ricevuto complimenti per la loro improvvisazione. Successivamente incontrano la coreografo Karen Hauer, con la quale organizzano la coreografia per lo spettacolo.

| Concorrente     | Personaggio impersonato |
| --------------- | ----------------------- |
| Banksie         | Butter Face             |
| Cara Melle      | Lisa Thotlee            |
| DeDeLicious     | Dame Muffin Top         |
| Ginger Johnson  | Daisy the Cow           |
| Kate Butch      | Twinkerbell             |
| Michael Marouli | Dick                    |
| Tomara Thomas   | Dee from Stairs         |
| Vicki Vivacious | The Milkmaid            |

Giudice ospite della puntata è Cush Jumbo. Il tema della sfilata è Mirror, Mirror, dove le concorrenti devono sfoggiare un abito con un tessuto lucido. RuPaul dichiara Cara e Tomara  salve, e lascia le altre concorrenti sul palco per le critiche. DeDeLicious e Banksie sono le peggiori, mentre Ginger Johnson è la migliore della puntata.
- L'eliminazione: DeDeLicious e Banksie vengono chiamate ad esibirsi con la canzone I Dreamed a Dream dal musical Les Misérables. DeDeLicious si salva, mentre Banksie viene eliminata dalla competizione.

### Episodio 6 –Snatch Game
Il sesto episodio si apre con le concorrenti che rientrano nell'atelier dopo l'eliminazione di Banksie, con Ginger al settimo cielo per aver vinto la sua seconda sfida. Successivamente le concorrenti discutono sul risultato del musical, con Vicki speranzosa di vincere un'altra sfida e con Cara che rimpiange il fatto di aver ceduto il suo ruolo a Ginger.
- La sfida principale: le concorrenti prendono parte alla sfida più attesa in ogni edizione dello show, lo Snatch Game. Alexandra Burke e Carol Vorderman sono le concorrenti del gioco. Le concorrenti devono scegliere una celebrità e impersonarla per l'intero gioco, con lo scopo di essere il più divertenti possibili. RuPaul ritorna nell'atelier per vedere quali personaggi sono stati scelti, inoltre, aiuta le concorrenti con vari consigli per dare il meglio nel gioco. Le celebrità scelte dai concorrenti sono state:

| Concorrente     | Celebrità impersonata |
| --------------- | --------------------- |
| Cara Melle      | Dionne Warwick        |
| DeDeLicious     | Lady Colin Campbell   |
| Ginger Johnson  | Barbara Cartland      |
| Kate Butch      | Kate Bush             |
| Michael Marouli | Catherine Tate        |
| Tomara Thomas   | Robin Williams        |
| Vicki Vivacious | Fanny Cradock         |

Giudice ospite della puntata è Alexandra Burke. Il tema della sfilata è Heart Ons, dove le concorrenti devono sfoggiare un abito dedicato all'amore. RuPaul dichiara Michael e Cara salve, e lascia le altre concorrenti sul palco per le critiche. Vicki Vivacious e DeDeLicious sono le peggiori, mentre Ginger Johnson è la migliore della puntata.
- L'eliminazione: Vicki Vivacious e DeDeLicious vengono chiamate ad esibirsi con la canzone Heartbreak on Hold di Alexandra Burke. DeDeLicious si salva mentre Vicki Vivacious viene eliminata dalla competizione.

### Episodio 7 –Melodrama-Rama
Il settimo episodio si apre con le concorrenti che rientrano nell'atelier dopo l'eliminazione di Vicki, con DeDe incredula di aver eliminato due concorrenti che avevano precedentemente vinto una sfida. 
- La mini sfida: le concorrenti devono pescare a sorte un pupazzo che rappresenti una delle altri concorrenti, metterlo in drag e fare un siparietto comico imitando l'altra concorrente. La vincitrice della mini sfida è Ginger Johnson.

- La sfida principale: le concorrenti, divise in coppie, devono recitare in delle parodie di vari film drammatici. Avendo vinto la mini sfida, Ginger ha la possibilità di formare le coppie. Ginger sceglie di fare coppia con Kate, la seconda coppia è formata da Cara e Michael, mentre l'ultima è composta da Tomara e DeDe. Dopo aver letto il copione, le concorrenti raggiungono Michelle Visage, che aiuterà a produrre le parodie nel ruolo di regista.

| Pellicola         | Concorrente     | Personaggio interpretato |
| ----------------- | --------------- | ------------------------ |
| Footballers' Wags | Cara Melle      | Champagne                |
| Footballers' Wags | Michael Marouli | Tanya                    |
| Holedark          | Kate Butch      | Lady Elizabent           |
| Holedark          | Ginger Johnson  | Damelsa the Maid         |
| Femmerdale        | DeDeLicious     | Gabby                    |
| Femmerdale        | Tomara Thomas   | Stella                   |

Giudice ospite della puntata è Joel Dommett.  Il tema della sfilata è Pajama-rama, dove le concorrenti devono sfoggiare un abito perfetto per dormire durante la notte. Dopo la sfilata e le critiche dei giudici, RuPaul dichiara Michael Marouli e Cara Melle le peggiori, mentre Kate Butch è la migliore della puntata. 
- L'eliminazione: Michael Marouli e Cara Melle vengono chiamate ad esibirsi con la canzone Touch Me (I Want Your Body) di Samantha Fox. Michael Marouli si salva mentre Cara Melle viene eliminata dalla competizione.

### Episodio 8 –Hotline Makeover
L'ottavo episodio si apre con le concorrenti che rientrano nell'atelier dopo l'eliminazione di Cara, con molte tristi per la sua uscita. Intanto DeDe  è molto amareggiata poiché è l'unica concorrente rimasta in gara a non avere ottenuto ancora una vittoria.
- La sfida principale: le concorrenti devono truccare dei membri dell'organizzazione Switchboard, società di centralina telefonica per assistenza ai membri della comunità LGBTQIA+ del Regno Unito, con l'obiettivo di trasformarli nei membri delle loro rispettive famiglie drag. Avendo vinto la puntata precedente, Kate ha la possibilità di formare le coppie per la sfida. RuPaul ritorna nell'atelier per vedere come procedono i preparativi della sfida ed offre consigli riguardanti il make-up e su come eccellere nella sfida.

| Concorrente     | Centralinista (Nome Reale) | Centralinista (Nome in Drag) |
| --------------- | -------------------------- | ---------------------------- |
| DeDeLicious     | Jamie                      | BeBeLicious                  |
| Ginger Johnson  | Rodrigo                    | Ruiva Johnson                |
| Kate Butch      | Xan                        | Femily Brontë                |
| Michael Marouli | Peter                      | Geezer Minouli               |
| Tomara Thomas   | Gemma                      | Giant G                      |

Giudice ospite della puntata è Daphne Guinness. Il tema della sfilata è Drag Family Resemblence, dove le concorrenti e i centralinisti devono sfoggiare dei look simili, che rappresenti la loro famiglia drag. Dopo la sfilata e le critiche dei giudici, RuPaul dichiara DeDeLicious e Kate Butch le peggiori, mentre Michael Marouli è la migliore della puntata.
- L'eliminazione: DeDeLicious e Kate Butch vengono chiamate ad esibirsi con la canzone This Hell di Rina Sawayama. DeDeLicious si salva mentre Kate Butch viene eliminata dalla competizione.

### Episodio 9 –Dragiators' Roast
Il nono episodio si apre con le concorrenti che rientrano nell'atelier dopo l'eliminazione di Kate, che fanno il calcolo delle vittorie di tutte e si chiedono chi riuscirà ad accedere alla finale e chi sarà eliminata durante la semifinale.
- La sfida principale: le concorrenti prendono parte al Dragiator's Roast, dove dovranno "leggere" i giudici e tutte le concorrenti precedentemente eliminate. Avendo vinto il lip sync nella puntata precedente, DeDe decide l'ordine di esibizione che è: Tomara, DeDe, Ginger e Michael; quest'ultima non è contenta di tale scaletta poiché è stata la prima a chiedere di essere l'ultima ad esibirsi. Una volta scritte le battute le concorrenti raggiungono il palcoscenico principale, dove Alan Carr offre consigli su come eccellere in una sfida comica.

Giudice ospite della puntata è Aisling Bea. Il tema della sfilata è Il tema della sfilata è Poofs on Parade, dove le concorrenti e i centralinisti devono sfoggiare un abito con delle balze. Dopo la sfilata e le critiche dei giudici, RuPaul dichiara Tomara Thomas e DeDeLicious le peggiori, mentre Michael Marouli è la migliore della puntata ed accede alla finale, Ginger Johnson si salva e accede alla finale.
- L'eliminazione: Tomara Thomas e DeDeLicious vengono chiamate ad esibirsi con la canzone Little Bird di Annie Lennox. Tomara Thomas si salva e accede alla finale, mentre DeDeLicious viene eliminata dalla competizione.

### Episodio 10 –Grand Finale
Il decimo ed ultimo episodio di quest'edizione si apre con le concorrenti che ritornano nell'atelier dopo l'annuncio delle finaliste, dove si discute su chi riuscirà a vincere quest'edizione e su chi sarà proclamata la prossima Drag Superstar britannica.
Per l'ultima prova, prima di incoronare la vincitrice di quest'edizione, le concorrenti devono comporre un pezzo, cantare ed esibirsi sulla canzone di RuPaul, Spotlight e, successivamente, dovranno prendere parte ad un podcast con RuPaul e Michelle Visage.
Per la coreografia, le concorrenti hanno come istruttore Claudimar Neto. Durante la prova per la coreografia, Michael ha avuto dei problemi con i passi della coreografia di gruppo, mentre Ginger ha problemi con la coreografia da solista. Nel frattempo una ad una le concorrenti prendono parte al podcast, dove RuPaul e Michelle Visage fanno domande sulla loro esperienza in questa edizione di RuPaul's Drag Race UK.
I giudici della puntata sono: RuPaul, Michelle Visage, Alan Carr e Graham Norton. Il tema della sfilata è Grand Finale Eleganza (Dripping in Jewels), dove le concorrenti devono sfilare con il loro abito migliore.
Dopo le critiche, le finaliste tornano nell'atelier dove ad aspettarle ci sono tutte le concorrenti dell'edizione, dove discutono dell'esperienza vissuta nello show. Prima di comunicare il giudizio, tutte le concorrenti sfilano sulla passerella con il loro Grand Finale Eleganza per un'ultima volta. Dopo l'ultima sfilata, RuPaul comunica che le due finaliste che accedono alla finalissima sono Ginger Johnson e Michael Marouli, mentre Tomara Thomas viene eliminata dalla competizione. Ginger Johnson e Michael Marouli si esibiscono in playback sulla canzone A Little Respect degli Erasure. Dopo l'esibizione, RuPaul dichiara Ginger Johnson vincitrice della quinta edizione di RuPaul's Drag Race UK.